# Liste der FFH-Gebiete in Finnland

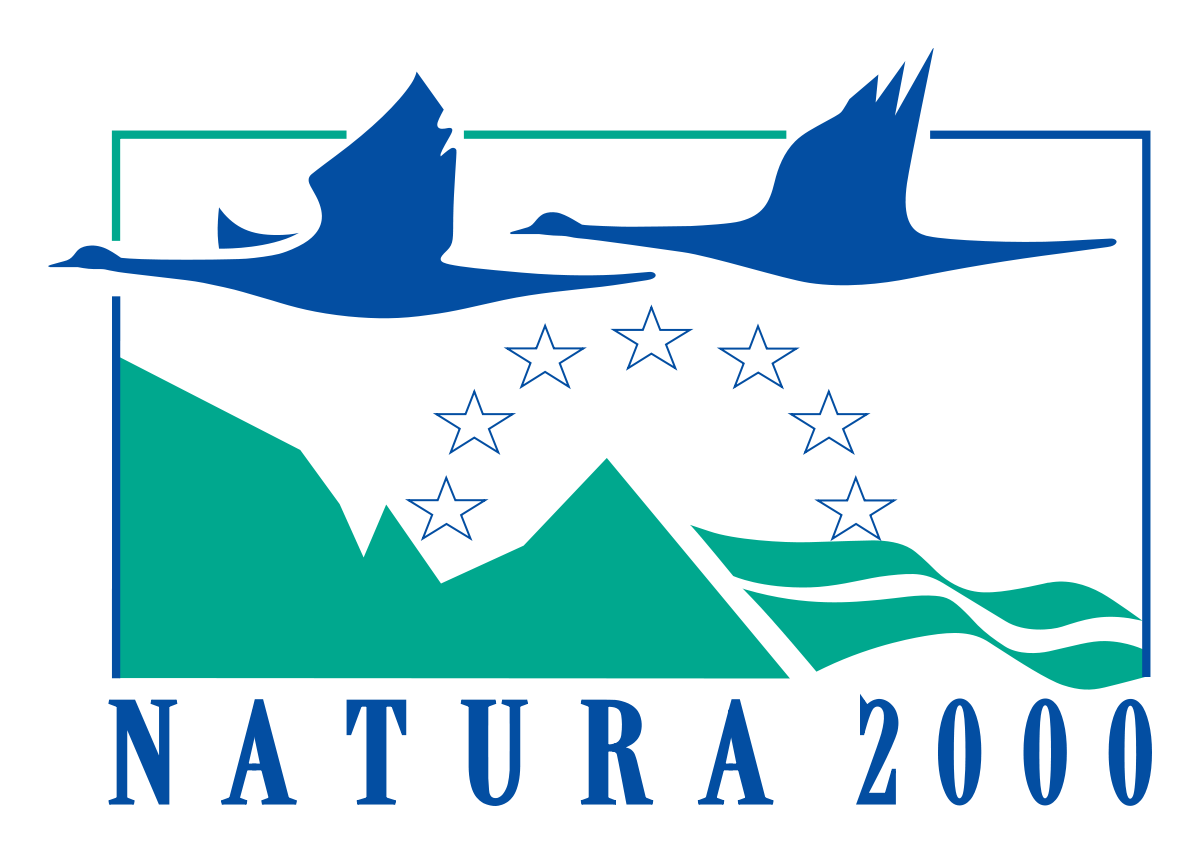

Flagge von Finnland

Karte von Finnland

Diese Gesamt-Liste der Fauna-Flora-Habitat-Gebiete in Finnland zeigt die Natura 2000-Schutzgebiete in den 14 finnischen Umwelt- und Verwaltungs-Regionen an, welche nach der letzten Verwaltungsreform 2010 gebildet worden. Die Gebiete wurden auf Grund der großen Anzahl entsprechend den Regionen in Teillisten aufgegliedert und sind als Teil des Natura-2000-Netzwerks der Europäischen Union in der Datenbank der European Environment Agency (EEA) aufgeführt.
Dabei werden die Verwaltungsaufgaben zur Betreuung und Weiterentwicklung der finnischen Natura-2000-Gebiete vom Umwelt-Forschungs-Institut SYKE übernommen, welches auch nützliche Daten über den Zustand der Umwelt in Finnland sammelt und alternative Lösungen zur Förderung einer nachhaltigen Entwicklung in vielen weiteren Bereichen erarbeitet. Zusammen mit der Abteilung Natural Heritage Services (NHS) von Metsähallitus (staatliches Unternehmen für Umweltdienstleistungen, welches direkt dem finnischen Ministerium für Land- und Forstwirtschaft untersteht) werden Finnlands Nationalparks, Naturreservate, Wildnisgebiete, Erholungsgebiete und alle anderen Schutzgebiete staatlich überwacht, sowie die Richtlinien zur Nutzung der Gebiete und zum Schutz der gefährdeter Arten, der natürlichen Lebensräume und des kulturellen Erbes im Rahmen eines landesweiten Netzwerks erarbeitet. Die Aufteilung der 14 Umweltregionen orientiert sich zwar stark an heutigen Verwaltungsregionen Finnlands, es wurden aber einige Gemeinden der ehemaligen Provinzen gemäß ihrer landschaftschlichen Struktur benachbarten Regionen zugeordnet, so wurden z. B. die ehemaligen Maakuntas Kanta-Häme, Päijät-Häme und Pirkanmaa zu Häme; Österbotten und Südösterbotten zu Österbotten; Südkarelien und Kymenlaakso zu Südost-Finnland sowie Varsinais-Suomi und Satakunta zu Südwest-Finnland für die Verwaltung der Natura-2000-Gebiete zusammengelegt.
| alte FI-Nr. | Maakunta-Name     | N2k-FI-Nr. | Liste der FFH-Gebiete in ... (Region) | Anzahl FFH-Gebiete | Bilder |
| ----------- | ----------------- | ---------- | ------------------------------------- | ------------------ | ------ |
| FI-01       | Åland             | FI14       | Åland                                 | 87                 |        |
| FI-02       | Südkarelien       | FI04       | Südost-Finnland                       | 130                |        |
| FI-03       | Südösterbotten    | FI08       | Österbotten                           | --                 |        |
| FI-04       | Südsavo           | FI05       | Südsavo                               | 126                |        |
| FI-05       | Kainuu            | FI12       | Kainuu                                | 170                |        |
| FI-06       | Kanta-Häme        | FI03       | Häme                                  | 212                |        |
| FI-07       | Mittelösterbotten | FI10       | Mittelösterbotten                     | 67                 |        |
| FI-08       | Mittelfinnland    | FI09       | Mittelfinnland                        | 142                |        |
| FI-09       | Kymenlaakso       | FI04       | Südost-Finnland                       | --                 |        |
| FI-10       | Lappland          | FI13       | Lappland                              | 161                |        |
| FI-11       | Pirkanmaa         | FI03       | Häme                                  | --                 |        |
| FI-12       | Österbotten       | FI08       | Österbotten                           | 107                |        |
| FI-13       | Nordkarelien      | FI07       | Nordkarelien                          | 129                |        |
| FI-14       | Nordösterbotten   | FI11       | Nordösterbotten                       | 168                |        |
| FI-15       | Nordsavo          | FI06       | Nordsavo                              | 90                 |        |
| FI-16       | Päijät-Häme       | FI03       | Häme                                  | --                 |        |
| FI-17       | Satakunta         | FI02       | Südwest-Finnland                      | --                 |        |
| FI-18       | Uusimaa           | FI01       | Uusimaa                               | 103                |        |
| FI-19       | Varsinais-Suomi   | FI02       | Südwest-Finnland                      | 173                |        |

Die finnischen FFH-Gebiete haben lt. einem Bericht aus 2018 eine Gesamtfläche von rund 50.700 km², dies entspricht ca. 13 % der Landesfläche, wobei große Teile der Gebiete auch Wasserflächen der Ostsee und des finnischen Meerbusen umfassen.